# Albert Armitage
Albert Borlase Armitage (nacido el 2 de julio de 1864 en Balquhidder, Perthshire; fallecido el 31 de octubre de 1943) fue un explorador antártico británico.
Como capitán de la Royal Navy participó en la expedición Jackson-Harmsworth (1894-97), cuyo objetivo era comprobar si la Tierra de Francisco José llegaba hasta el Polo Norte, pero localizó al grupo de Fridtjof Nansen, salvándolos de una muerte segura.
Fue el navegante y el segundo al mando de la Expedición Discovery a la Antártida (1901-04), liderada por Robert Falcon Scott. Otros miembros de esta expedición fueron Ernest Shackleton, George Mulock, Edward Adrian Wilson, Charles Royds, Frank Wild, Koettlitz, Skelton, Heald, Barne, Plumley, Quartley, Weller, Hare, Allen, Edgar Evans, Ferrar, Hodgson, Louis Bernacchi y Vince.